# Periphyllidae
Periphyllidae är en familj av maneter. Enligt Catalogue of Life ingår Periphyllidae i ordningen ringmaneter, klassen maneter, fylumet nässeldjur och riket djur, men enligt Dyntaxa är tillhörigheten istället ordningen Coronata, klassen maneter, fylumet nässeldjur och riket djur. Enligt Catalogue of Life omfattar familjen Periphyllidae 6 arter. 
Kladogram enligt Catalogue of Life och Dyntaxa:
| Periphyllidae | \| \| Nauphantopsis \| \| \| \| \| \| Pericolpa \| \| \| \| \| \| Periphylla \| \| \| \| \| \| Periphyllopsis \| \| \| \| |
|               | \| \| Nauphantopsis \| \| \| \| \| \| Pericolpa \| \| \| \| \| \| Periphylla \| \| \| \| \| \| Periphyllopsis \| \| \| \| |
|               | Atollidae |
|               | |
|               | Atorellidae |
|               | |
|               | Linuchidae |
|               | |
|               | Nausithoidae |
|               | |
|               | Paraphyllinidae |
|               | |
|               | Stephanoscyphus |
|               | |
|               | Nauphantopsis |
|               | |
|               | Pericolpa |
|               | |
|               | Periphylla |
|               | |
|               | Periphyllopsis |
|               | |

|  | Nauphantopsis  |
|  |                |
|  | Pericolpa      |
|  |                |
|  | Periphylla     |
|  |                |
|  | Periphyllopsis |
|  |                |